# Élection présidentielle tchadienne de 2001
Le président Idriss Déby est candidat à sa réélection. Il reçoit notamment le soutien de Lol Mahamat Choua, ancien opposant et représentant du Rassemblement pour la démocratie et le progrès.
Deux jours après l'élection, les six candidats et presque quarante activistes sont arrêtés en préparant l'enterrement des quatre victimes du jour de l’élection. Ils sont tous relâchés après un appel du président de la Banque mondiale James Wolfensohn au président Déby.
Déby fait son serment présidentiel le 8 août 2001.

## Premier tour - 20 mai 2001
Inscrits : 4 069 099
Votants : 2 497 215 (taux de participation : 61,4 %)
Bulletins invalides ou blancs : 69 657
Votes valides : 2 427 558
Résultats officiels, Commission électorale indépendante nationale (CENI) :
- Idriss Déby (Mouvement patriotique du Salut) : 1 533 509 (63,17 %)
- Ngarlejy Yorongar (FAR) : 396 864 (16,35 %)
- Saleh Kebzabo (UNDR) : 169 917 (7,00 %)
- Wadal Abdelkader Kamougué (URD) : 146 125 (6,02 %)
- Ibni Oumar Mahamat Saleh (PLD) : 70 248 (2,89 %)
- Delwa Kassiré Coumakoye (RNDP) : 57 382 (2,36 %)
- Jean Alingué Bawoyeu (UDR) : 53 513 (2,20 %)

Idriss Déby est élu dès le premier tour pour un second mandat.

## Commentaires
Les résultats n'ont pas été reconnus par l'opposition. Le 28 mai, les six opposants au président Déby ont brièvement été interpellés, alors qu'ils se réunissaient au domicile de l'un d'entre eux, Saleh Kebzabo. Ils sont libérés une demi-heure plus tard.